# Argulus amazonicus
Argulus amazonicus is een visluizensoort uit de familie van de Argulidae. De wetenschappelijke naam van de soort is voor het eerst geldig gepubliceerd in 1986 door Malta & Santos-Silva.